# Rhyacophila complanata
Rhyacophila complanata är en nattsländeart som beskrevs av Tian och Li 1986. Rhyacophila complanata ingår i släktet Rhyacophila och familjen rovnattsländor. Inga underarter finns listade i Catalogue of Life.